# Mi delirio (canção)
"Mi Delirio" é uma canção da cantora e compositora mexicana Anahí, gravada para seu quinto álbum de estúdio com o mesmo título (2009). Sua composição foi realizada pela própria Anahí em parceria com Gil Cerezo, Miguel Blas, Ulises Lozano e produzida pelo último. A canção foi lançada como primeiro single do álbum em 14 de agosto de 2009, através da gravadora EMI. Trata-se de uma faixa dos gêneros electropop, pop e dance-pop. Sua letra abrange temas como força, sedução e loucura.
A cantora chegou a atuar a canção em várias ocasiões, ainda como parte da promoção do álbum. A primeira apresentação aconteceu durante a edição de 2009 dos Premios Juventud, em 16 de julho daquele ano. A canção então foi nomeada a duas categorias a premiação, não tendo vencido em nenhuma. No Brasil, com a Mi Delirio World Tour, a canção foi interpretada pela primeira vez em 2 de novembro de 2009, durante a participação da intérprete no Programa do Jô.
O videoclipe oficial do single, dirigido por Max Gutiérrez, foi divulgado em 15 de novembro de 2009. Apresenta Anahí em um manicômio, onde a cantora aparece usando lingerie preta. Logo após o lançamento o vídeo foi censurado em alguns países do mundo pelo YouTube por "conteúdo impróprio". O clipe chegou ao primeiro lugar dos vídeos mais requisitados do Brasil, pela MTV, o que nenhuma intérprete mexicana havia conseguido antes. A repercussão rendeu a cantora duas nomeações a categorias voltadas á vídeos, uma para o Premios Juventud e outra para o Orgullosamente Latino.

## Antecedentes e composição
"Mi Delirio" foi composta pela própria Anahí em colaboração com Gil Cerezo, Miguel Blas, Ulises Lozano e produzida por este último. No dia 15 de agosto de 2008, após cinco álbuns de estúdio, quatro álbuns de vídeo e mais de quinze singles, o grupo RBD no qual Anahí era uma dos seis integrante anunciaram o fim da carreira. Em entrevista ao Folhateen, a cantora afirmou que a inspiração para compor algumas faixas do álbum veio de acontecimentos do seu dia-a-dia. Em uma entrevista a Adelante Magazine, Anahí revelou que suas músicas são obviamente pop, no entanto, com batidas eletrônicas e alternativas. Ainda revelou que estava escrevendo a canção em dezembro de 2008, quando o fim do grupo RBD estava em andamento.

## Recepção crítica
No geral, "Mi Delirio" foi bem recebida pela crítica especializada. Tijana Ilich, editora do portal About.com, relatou em uma lista contendo canções e vídeos da indústria musical latina, que de todos os membros do RBD, Anahí é a única que parece ter os movimentos sensuais que são necessárias para torná-la uma grande estrela pop feminina nos dias de hoje, referenciando a canção e sua performance no Premios Juventud 2009. Foi relatado por Diego Alvez, do portal POPLine que "o álbum Mi delirio trás músicas bem pop, tal como a faixa-título do álbum". Ainda completou que: "As canções tem um pegada mais hot onde a cantora esbanja sensualidade.

## Apresentações ao vivo

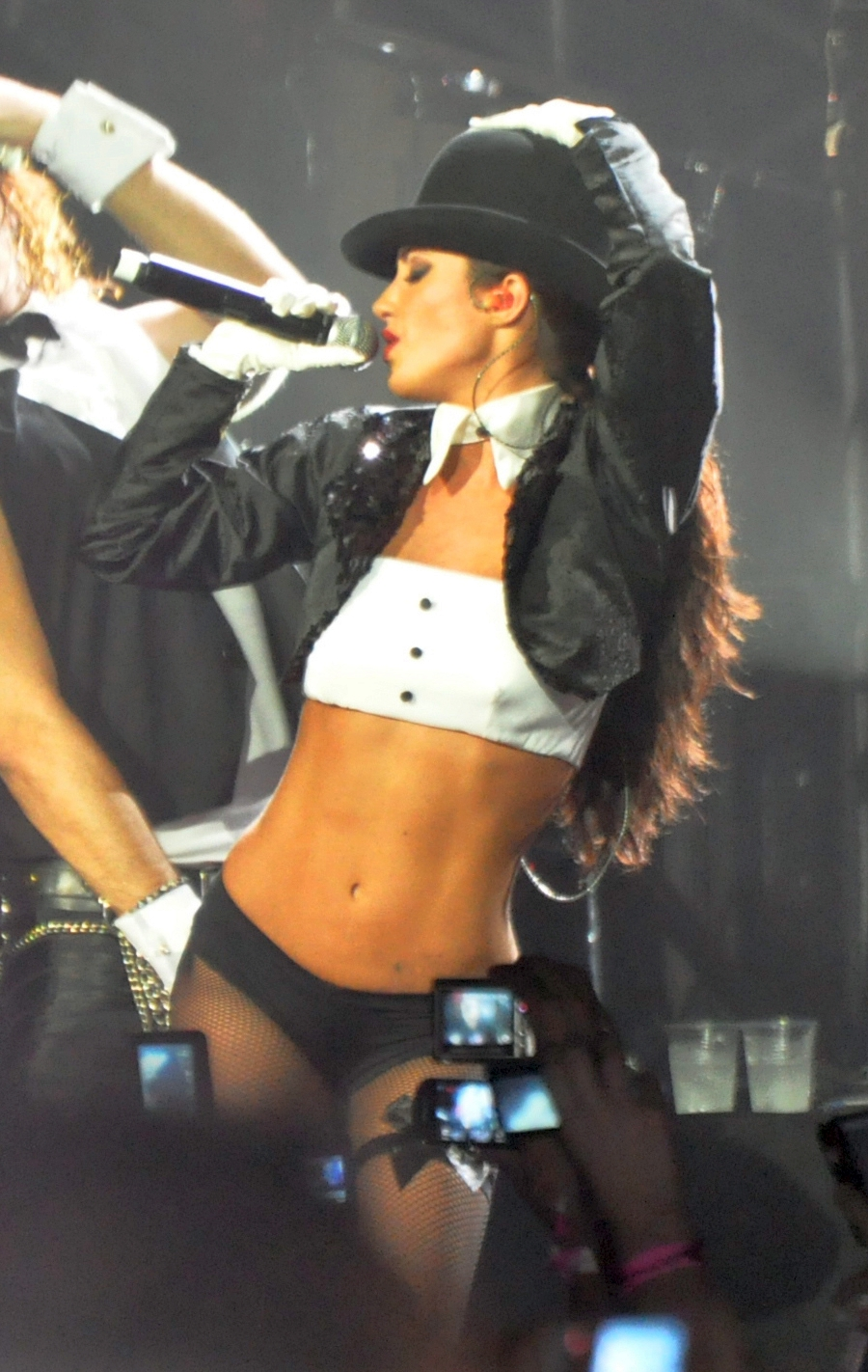
Anahí interpretando a versão cabaret da canção durante a Mi Delirio World Tour, em São Paulo (2011).

Em julho de 2009, Anahí deu inicio a sua primeira turnê após o término do grupo RBD, em qual ela era integrante. A primeira atuação da canção na sexta edição dos Premios Juventud, realizado em Miami, nos Estados Unidos. A atuação da cantora foi eleita pela revista People como a melhor do evento. Na ocasião, a cantora surge em um andaime, vestida com roupas de pedreiro e um capacete vermelho e interpreta a canção com cerca de vinte pessoas de ambos os sexos. As primeiras visitas da cantora ao Brasil para promover o disco aconteceram ainda em 2009, entre 7 e 15 de agosto. Ao todo foram nove apresentações realizadas em sete cidades diferentes, tais como Rio de Janeiro e São Paulo. Anahí ainda atuou em um concerto realizado na Cidade do México, na Praça de touros.
Em 3 de novembro daquele ano, Anahí deu início a sua segunda turnê, a Mi Delirio World Tour. A cantora desembarcou mais uma vez no Brasil antes mesmo dos shows começarem, onde além de uma entrevista no Programa do Jô ela apresentou a faixa "Hasta Que Me Conociste". A cantora ainda realizou espetáculos na Guatemala, Croácia, Espanha, Honduras, Costa Rica, Paraguai, Panamá, Eslovênia, entre outros países. Anahí encerrou a turnê no México, no Teatro del Pueblo na cidade Querétaro. Devido ao grande desastre natural no Chile conhecido como Sismo do Chile em 2010, Anahí anunciou que doaria todo dinheiro arrecadado em seus shows realizados em Monterrey e Guadalajara ao país.

## Vídeo musical
"Em seu primeiro vídeo como cantora solo, Anahi apresenta-se completamente diferente do que estávamos acostumados a ver no RBD, e estamos muito satisfeitos."

O vídeo da canção foi dirigido por Max Gutiérrez, gravado a 16 de outubro de 2009 em Los Angeles, na California. O lançamento ocorreu em novembro seguinte através do site americano Univision. A história contada no videoclipe, assim como na canção, é sobre um amor não correspondido que deixa Anahí louca, fazendo com que ela seja internada em um manicômio.
Em 30 de novembro daquele ano, através do serviço Vevo da EMI, o vídeo foi publicado em sua conta oficial no Youtube. Mas tarde, chegou a ser bloqueado em alguns países por apresentar "conteúdo impróprio". Este videoclipe chegou ao primeiro lugar dos vídeos mais requisitados no Brasil, pela MTV, o que nenhuma intérprete mexicana havia conseguido antes. Em 11 de janeiro de 2010 foi divulgada um lista dos melhores clipes pelo portal POPLine, onde Anahí ficou na primeira posição, deixando para trás cantoras como Lady Gaga, Rihanna, Beyoncé e Britney Spears. Em 2017, o vídeo musical foi transferido para o canal Vevo da cantora.

## Faixas e versões
Anahí esteve envolvida em todo processo das remisturas feitas para promover o single nas rádios. Foram feitas duas versões alternativas da canção, a acústica e a misturada. A versão original e as duas alternativas foram produzidas por Ulises Lozano.
| Descarga digital |              |                                            |              |         |  |
| N.º              | Título       | Compositor(es)                             | Produtor(es) | Duração |  |
| 1.               | "Mi Delirio" | Anahi Gil Cerezo Miguel Blas Ulises Lozano | Lozano       | 3:13    |  |

| Mi Delirio (versão acústica) |              |                          |              |         |  |
| N.º                          | Título       | Compositor(es)           | Produtor(es) | Duração |  |
| 1.                           | "Mi delirio" | Anahi Cerezo Blas Lozano | Lozano       | 3:27    |  |

| Mi Delirio (Versão remixada, por Kinky) |              |                          |              |         |  |
| N.º                                     | Título       | Compositor(es)           | Produtor(es) | Duração |  |
| 1.                                      | "Mi delirio" | Anahi Cerezo Blas Lozano | Lozano       | 4:09    |  |

## Créditos de elaboração
Lista-se abaixo todos os profissionais envolvidos na elaboração de "Mi Delirio", de acordo com o portal AllMusic Guide.
- Composição - Anahi, Gil Cerezo, Miguel Blas, Ulises Lozano, Graciela Carballo, Rafael Esparza-Ruiz
- Produção - Ulises Lozano
- Vocais - Anahí
- Violoncelo - María Valle Castañeda, Sergio Rodriguez
- Bateria - Enrique "Bugs" Gonzáles
- Viola - Ricardo David, Ulises Manuel Gomez Pinzón, Orozco Buendía
- Violino - López Pérez, Arturo Fonseca Miquel, Alan Lerma, Jesús De Rafael, José Del Aguila Cortés

## Desempenho comercial
"Mi Delirio" fez a sua estreia nas tabelas musicais dos Estados Unidos através da Billboard Latin Pop Songs na vigésima nona posição, na qual permaneceu por sete semanas, tendo sido esta a sua melhor posição. Ainda alcançou a vigésima segunda colocação na parada Billboard Latin Rhythm Airplay.
| País           | Tabela (2009)                        | Melhor posição |
| -------------- | ------------------------------------ | -------------- |
| Estados Unidos | Billboard Latin Pop Songs            | 29             |
| Estados Unidos | Billboard Latin Rhythm Airplay       | 22             |
| México         | Billboard México Airplay             | 32             |
| México         | Billboard México Pop Espanol Airplay | 18             |

## Prêmios e indicações
A obra recebeu diversas nomeações a prêmios da indústria fonográfica mundial, das quais destacam-se três nomeações aos Premios Juventud; uma indicação ao Orgullosamente Latino; uma ao Premios People en Español. O videoclipe da música também recebeu duas nomeações, não vencendo nenhuma.
| Ano  | Prêmio                    | Categoria                     | Resultado |
| ---- | ------------------------- | ----------------------------- | --------- |
| 2010 | Premios Juventud          | A (canção) mais pegajosa      | Indicado  |
| 2010 | Premios Juventud          | Meu vídeo favorito            | Indicado  |
| 2010 | Premios Juventud          | Meu Ringtone                  | Indicado  |
| 2010 | Orgullosamente Latino     | Vídeo Latino do Ano           | Indicado  |
| 2010 | Premios People en Español | Canção do Ano                 | Indicado  |
| 2010 | Kids Choice Awards México | Canção Favorita               | Indicado  |
| 2010 | Top Brasil Awards         | Melhor Clipe Feminino         | Venceu    |
| 2010 | Top Brasil Awards         | Melhor Clipe em Espanhol      | Venceu    |
| 2011 | Prêmios Quiero            | Melhor Video Artista Feminino | Indicado  |

## Histórico de lançamento
A canção foi lançada no Estados Unidos para descarga digital no dia 14 de agosto de 2009, mais tarde, sendo lançada nas rádios. No México foi lançada nas rádios em 1 de outubro de 2009. Em janeiro do ano seguinte, foi lançada nas rádios mexicanas a versão misturada com Ken e Mix.
| País           | Data                  | Formato/Versão              | Gravadora |
| -------------- | --------------------- | --------------------------- | --------- |
| Estados Unidos | 14 de agosto de 2009  | descarga digital            | EMI Music |
| Estados Unidos | 1 de outubro de 2009  | Lançamento para as rádios   | EMI Music |
| México         | 19 de janeiro de 2010 | Versão remix, por Kinky     | EMI Music |
| México         | 19 de janeiro de 2010 | Versão remix, por Ken e Mix | EMI Music |